# Burgerinitiatief Stop Fout Vlees
Het Burgerinitiatief Stop Fout Vlees is een afgerond burgerinitiatief om een onderwerp op de agenda van de Nederlandse Tweede Kamer te zetten.
Het initiatief werd genomen door Milieudefensie en Jongeren Milieu Actief. Het stelde voor dat de Tweede Kamer kiest voor een veehouderij zonder dierenleed, zonder milieuvervuiling en zonder import van veevoersoja die ten koste gaat van het Amazonewoud. In november 2006 werd bekend dat de vereiste 40.000 handtekeningen voor dit initiatief zijn binnengehaald. Op 13 februari 2007 werd het burgerinitiatief ingediend, voorzien van 106.975 steunverklaringen. De Commissie voor verzoekschriften besloot 4249 steunverklaringen af te wijzen wegens minderjarigheid of het ontbreken van de vereiste persoonsgegevens, zodat aan het vereiste aantal was voldaan. De commissie concludeerde op 19 april 2007 dat in 2005 en 2006 geen debat was gevoerd dat expliciet de (toekomst van de) intensieve veehouderij betrof, op de samenhangende wijze zoals door de indieners voorgesteld, of over voorstellen zoals de indieners deden. De commissie stelde daarom voor het burgerinitiatief in behandeling te nemen. Op 20 april besloot de Tweede Kamer hier inderdaad toe, waarmee "Stop Fout Vlees" het eerste burgerinitiatief werd dat door de Kamer behandeld is. Dit gebeurde door de vaste Kamercommissie voor Landbouw, Natuur en Voedselkwaliteit en vervolgens door de plenaire vergadering. Het initiatief werd uiteindelijk alleen gesteund door GroenLinks, D66 en de Partij voor de Dieren en verworpen.